# Andrea Gámiz
Andrea Gámiz (* 31. Oktober 1992 in Caracas) ist eine venezolanische Tennisspielerin.

## Karriere
Gámiz, die mit sechs Jahren das Tennisspielen begann, bevorzugt dabei laut ITF-Profil Sandplätze. Sie spielt überwiegend Turniere auf der ITF Women’s World Tennis Tour, bei der sie bislang 13 Einzel- und 41 Doppeltitel gewonnen hat. Ihre besten Weltranglistenplatzierungen erreichte sie mit den Positionen 244 im Einzel und 77 im Doppel.
Seit 2011 spielt sie für die venezolanische Fed-Cup-Mannschaft; nach 46 Fed-Cup-Partien hat sie 28 Siege zu Buche stehen.

## Turniersiege

### Einzel
| Nr. | Datum              | Turnier                    | Kategorie   | Belag     | Finalgegnerin          | Ergebnis       |
| --- | ------------------ | -------------------------- | ----------- | --------- | ---------------------- | -------------- |
| 1.  | 20. Dezember 2009  | Quito                      | ITF $10.000 | Sand      | Marie Elise Casares    | 6:1, 6:3       |
| 2.  | 25. September 2010 | Caracas                    | ITF $10.000 | Hartplatz | Adriana Pérez          | 1:6, 6:4, 7:5  |
| 3.  | 12. Dezember 2010  | Benicarlo                  | ITF $10.000 | Sand      | Anastasia Grymalska    | 3:6, 6:2, 6:4  |
| 4.  | 3. November 2013   | Benicarlo                  | ITF $10.000 | Sand      | Jade Suvrijn           | 6:2, 6:0       |
| 5.  | 7. Juni 2014       | La Marsa                   | ITF $25.000 | Sand      | Tereza Mrdeža          | 3:6, 6:0, 6:4  |
| 6.  | 5. Oktober 2014    | La Vall d’Uixó             | ITF $10.000 | Sand      | Lucia Cervera Vazquez  | 6:1, 3:6, 6:3  |
| 7.  | 2. November 2014   | Benicarlo                  | ITF $10.000 | Sand      | Alexandra Nancarrow    | 6:3, 6:1       |
| 8.  | 21. August 2016    | Las Palmas de Gran Canaria | ITF $10.000 | Sand      | Emily Arbuthnott       | 6:1, 6:1       |
| 9.  | 13. November 2016  | Vinaros                    | ITF $10.000 | Sand      | Jessika Ponchet        | 1:6, 6:1, 6:4  |
| 10. | 26. März 2017      | Hammamet                   | ITF $15.000 | Sand      | Jade Suvrijn           | 6:1, 6:3       |
| 11. | 2. April 2017      | Hammamet                   | ITF $15.000 | Sand      | Yvonne Cavalle-Reimers | 6:2, 6:1       |
| 12. | 24. September 2017 | Santa Margherita di Pula   | ITF $25.000 | Sand      | Tereza Mrdeža          | 5:7, 7:5, 6:2  |
| 13. | 22. Februar 2020   | Cancún                     | ITF W15     | Hartplatz | Carolina M. Alves      | 65:7, 7:5, 6:0 |

### Doppel
| Nr. | Datum              | Turnier                  | Kategorie      | Belag     | Partnerin                | Finalgegnerinnen                          | Ergebnis          |
| --- | ------------------ | ------------------------ | -------------- | --------- | ------------------------ | ----------------------------------------- | ----------------- |
| 1.  | 17. Juli 2010      | Bogotá                   | ITF $25.000    | Sand      | Paula Ormaechea          | Mailen Auroux Karen Castiblanco           | 5:7, 6:4, 7:5     |
| 2.  | 27. November 2010  | La Vall d’Uixó           | ITF $10.000    | Sand      | Amanda Carreras          | Lara Arruabarrena Vecino Benedetta Davato | 7:65, 6:3         |
| 3.  | 17. Juni 2011      | Montemor-o-Novo          | ITF $10.000    | Hartplatz | Amanda Carreras          | Ximena Hermoso Ivette Lopez               | 6:3, 6:4          |
| 4.  | 16. Juli 2011      | Bogotá                   | ITF $25.000    | Sand      | Adriana Pérez            | Julia Cohen Andrea Koch-Benvenuto         | 6:3, 6:4          |
| 5.  | 6. April 2013      | Torrent                  | ITF $10.000    | Sand      | Tatiana Búa              | Yasmine Guimaraes Rita Vilaca             | 6:1, 6:0          |
| 6.  | 11. Oktober 2013   | Sant Cugat del Vallès    | ITF $25.000    | Sand      | Tatiana Búa              | Lara Arruabarrena Vecino Amanda Carreras  | 4:6, 6:2, [10:7]  |
| 7.  | 9. Mai 2014        | Tunis                    | ITF $25.000    | Sand      | Walerija Sawinych        | Beatriz García Vidagany Marina Melnikowa  | 6:4, 6:1          |
| 8.  | 6. Juni 2014       | La Marsa                 | ITF $25.000    | Sand      | Walerija Sawinych        | Xenia Knoll Pemra Özgen                   | 1:6, 7:66, [11:9] |
| 9.  | 27. Juni 2014      | Périgueux                | ITF $25.000    | Sand      | Sara Sorribes Tormo      | Gabriela Cé Florencia Molinero            | 5:7, 6:4, [10:8]  |
| 10. | 4. Oktober 2014    | La Vall d’Uixó           | ITF $10.000    | Sand      | Olga Parres Azcoitia     | Tatiana Búa Alice Savoretti               | 6:2, 6:3          |
| 11. | 31. Oktober 2014   | Benicarlo                | ITF $10.000    | Sand      | Aliona Bolsova Zadoinov  | Inés Ferrer Suárez Alexandra Nancarrow    | 6:4, 6:1          |
| 12. | 15. November 2014  | Castellón                | ITF $10.000    | Sand      | Aliona Bolsova Zadoinov  | Federica Arcidiacono Martina Spigarelli   | 6:1, 6:2          |
| 13. | 15. August 2015    | Hechingen                | ITF $25.000    | Sand      | Anastassija Wassyljewa   | Vivian Heisen Katharina Lehnert           | 4:6, 7:64, [10:3] |
| 14. | 4. September 2016  | Barcelona                | ITF $25.000    | Sand      | Georgina García Pérez    | Alice Matteucci Jil Teichmann             | 6:2, 7:5          |
| 15. | 3. März 2017       | Curitiba                 | ITF $25.000    | Sand      | Gabriela Cé              | Laura Pigossi Jil Teichmann               | 4:6, 6:2, [10:2]  |
| 16. | 21. April 2017     | Hammamet                 | ITF $15.000    | Sand      | Gabriela Cé              | Manon Arcangioli Jessika Ponchet          | 6:1, 6:2          |
| 17. | 5. Mai 2017        | Lleida                   | ITF $25.000    | Sand      | Georgina García Pérez    | Wera Lapko Aleksandrina Najdenowa         | 6:1, 4:6, [10:8]  |
| 18. | 12. Mai 2017       | Monzón                   | ITF $25.000    | Hartplatz | Georgina García Pérez    | Sopia Schapatawa Walerija Strachowa       | 6:3, 6:4          |
| 19. | 7. Juli 2017       | Getxo                    | ITF $25.000    | Sand      | Aleksandrina Najdenowa   | Cristina Bucsa Noelia Zeballos            | 6:2, 6:4          |
| 20. | 16. September 2017 | Santa Margherita di Pula | ITF $25.000    | Sand      | Lisa Ponomar             | Aline Thommen Aymet Uzcategui             | 5:7, 6:2, [10:6]  |
| 21. | 21. Juli 2018      | Figueira da Foz          | ITF $25.000+H  | Hartplatz | Yvonne Cavalle-Reimers   | Sviatlana Pirazhenka Jessika Ponchet      | 6:2, 7:5          |
| 22. | 8. September 2018  | Zagreb                   | ITF $60.000    | Sand      | Aymet Uzcátegui          | Elena Bogdan Alexandra Cadanțu            | 6:3, 6:4          |
| 23. | 19. Oktober 2018   | Sevilla                  | ITF $25.000    | Sand      | Paula Ormaechea          | Başak Eraydın Anastassija Komardina       | 7:5, 7:65         |
| 24. | 8. Juni 2019       | Brescia                  | ITF W60        | Sand      | Paula Cristina Gonçalves | Anastasia Grymalska Giorgia Marchetti     | 6:3, 4:6, [12:10] |
| 25. | 22. September 2019 | Santa Margherita di Pula | ITF W25        | Sand      | Alina Tscharajewa        | Eva Vedder Stéphanie Visscher             | 7:61, 6:3         |
| 26. | 2. November 2019   | Asunción                 | ITF W60        | Sand      | Georgina García Pérez    | Anna Danilina Conny Perrin                | 6:4, 3:6, [10:3]  |
| 27. | 15. Februar 2020   | Cancún                   | ITF W15        | Hartplatz | Carolina M. Alves        | Tiphanie Fiquet Léolia Jeanjean           | 5:7, 6:2, [11:9]  |
| 28. | 27. November 2020  | Las Palmas               | ITF W15        | Sand      | Guillermina Naya         | Bárbara Gatica Rebeca Pereira             | 3:6, 7:5, [10:7]  |
| 29. | 21. August 2021    | Vrnjačka Banja           | ITF W25        | Sand      | Carolina M. Alves        | Ioana Loredana Roșca Sandra Samir         | 6:4, 6:1          |
| 30. | 24. September 2021 | Valencia                 | ITF W80        | Sand      | Aliona Bolsova           | Ekaterine Gorgodse Laura Pigossi          | 6:3, 6:4          |
| 31. | 9. Oktober 2021    | Lima                     | ITF W25        | Sand      | Carolina M. Alves        | Victoria Rodríguez Bibiane Schoofs        | 6:3, 7:62         |
| 32. | 15. Januar 2022    | Blumenau-Gaspar          | ITF W25        | Sand      | Bárbara Gatica           | Sofia Sewing Eva Vedder                   | 6:4, 6:1          |
| 33. | 22. Januar 2022    | Florianópolis            | ITF W25        | Hartplatz | Sofia Sewing             | Bárbara Gatica Rebeca Pereira             | 6:4, 6:1          |
| 34. | 30. Januar 2022    | Florianópolis            | ITF W25        | Hartplatz | Sofia Sewing             | Bárbara Gatica Rebeca Pereira             | 7:65, 6:3         |
| 35. | 6. März 2022       | Guayaquil                | ITF W25        | Hartplatz | Sofia Sewing             | Nicole Fossa Huergo Noelia Zeballos       | 6:4, 7:5          |
| 36. | 21. Mai 2022       | Platja d’Aro             | ITF W25        | Sand      | Ángela Fita Boluda       | Isabelle Haverlag Walerija Strachowa      | 6:4, 3:6, [10:3]  |
| 37. | 1. Juli 2022       | Montpellier              | ITF W60        | Sand      | Andrea Lázaro García     | Estelle Cascino Irina Chromatschowa       | 6:4, 2:6, [13:11] |
| 38. | 16. Juli 2022      | Rom                      | ITF W60+H      | Sand      | Eva Vedder               | Estelle Cascino Camilla Rosatello         | 7:5, 2:6, [13:11] |
| 39. | 17. September 2022 | Bukarest                 | WTA Challenger | Sand      | Aliona Bolsova           | Réka Luca Jani Panna Udvardy              | 7:5, 6:3          |
| 40. | 2. April 2023      | San Luis Potosí          | WTA Challenger | Sand      | Aliona Bolsova           | Oksana Kalaschnikowa Katarzyna Piter      | 7:65, 6:4         |
| 41. | 18. Juni 2023      | Valencia                 | WTA Challenger | Sand      | Aliona Bolsova           | Angelina Gabujewa Irina Chromatschowa     | 6:4, 4:6, [10:7]  |
| 42. | 30. Juni 2023      | Palma del Río            | ITF W40        | Hartplatz | Sofia Sewing             | Robin Anderson Elysia Bolton              | 6:3, 6:2          |
| 43. | 7. Oktober 2023    | Lissabon                 | ITF W40        | Sand      | Eva Vedder               | Tayisiya Morderger Yana Morderger         | 6:3, 6:2          |
| 44. | 5. Mai 2024        | Santa Margherita di Pula | ITF W35        | Sand      | Eva Vedder               | Laura Hietaranta Sapfo Sakellaridi        | 2:6, 6:2, [10:4]  |